# Heliophanus chicangawanus
Heliophanus chicangawanus är en spindelart som beskrevs av Wesolowska 1986. Heliophanus chicangawanus ingår i släktet Heliophanus och familjen hoppspindlar. Inga underarter finns listade i Catalogue of Life.